# Virgen de Lluc
La Virgen de Lluc (o en catalán Mare de Déu de Lluc), es una advocación mariana patrona de la isla española de Mallorca y de su Diócesis. Está situada en el Monasterio de Lluc y es un símbolo para los mallorquines. Se ha convertido en un punto de peregrinaje para creyentes y de visita obligada para turistas. También se le conoce popularmente como "La Moreneta".

## Leyenda
Según la leyenda, la imagen original de la Virgen la encontró un niño llamado Lucas, (Lluc en catalán), en torno al año 1250. Era hijo de un matrimonio musulmán convertido al catolicismo tras la conquista aragonesa de Mallorca y se encargaba de llevar a las montañas el rebaño de cabras y ovejas de su padre para que allí se alimentasen. Un día, tras ver una luz en la montaña, el niño encontró sobre una roca la efigie y decidió entregársela al párroco local, el cual destinó al valioso hallazgo un puesto de honor en la pequeña iglesia, pero al día siguiente la imagen había regresado allí donde el pequeño Lluc la halló, por lo que este hecho se interpretó como el deseo de la Virgen de permanecer en el lugar en el que se la había encontrado y se le construyó una pequeña ermita, origen del actual monasterio.
Fue tanta la devoción que le profesó el pueblo mallorquín a la Virgen de Lluc que pronto fue reconocida como patrona de la isla de Mallorca, aunque la histórica patrona del Reino de Mallorca era la Inmaculada Concepción. La fiesta litúrgica de Nuestra Señora de Lluc se celebra el 12 de septiembre. El día 10 de agosto se celebra la fiesta memorial de la Coronación canónica. Por su parte, el primer sábado de agosto se celebra la Marcha des Güell a Lluc a peu, en la cual miles de personas peregrinan al santuario a pie.
En 1948 se celebró el llamado "Congreso de Lluc", el cual desembocó en la peregrinación que la imagen peregrina de la Virgen realizó por varios pueblos de la isla con motivo del Año Mariano de 1948-1949.

## La imagen
La imagen que en la actualidad se venera es una talla medieval del siglo XIV realizada en piedra. Representa a la Virgen con el niño en brazos y mide unos 61 centímetros de altura. La Virgen es de color moreno, este color ya lo tenía en el siglo XV según lo atestiguan documentos de la época. Se sabe que ésta no es la imagen original encontrada en el siglo XIII y de supuesto origen paleocristiano. La imagen actual pertenece a la estatuaria producida en España durante la segunda mitad del siglo XIV.
En el año 1884 fue restaurada con motivo de su coronación pontificia, siéndole quitados los vestidos postizos que llevaba desde hacía siglos dejándola en su forma primitiva. Se pudo comprobar que la Virgen carecía del brazo derecho y el Niño de ambos, aparte de presentar señales de fractura en el cuello. Se le añadió a la Virgen la mano derecha apuntando hacia al Niño y a este ambos brazos con un libro entre las manos. Se cree que quizás el Niño en principio llevara un pájaro y la Virgen una flor.

## Coronación Canónica

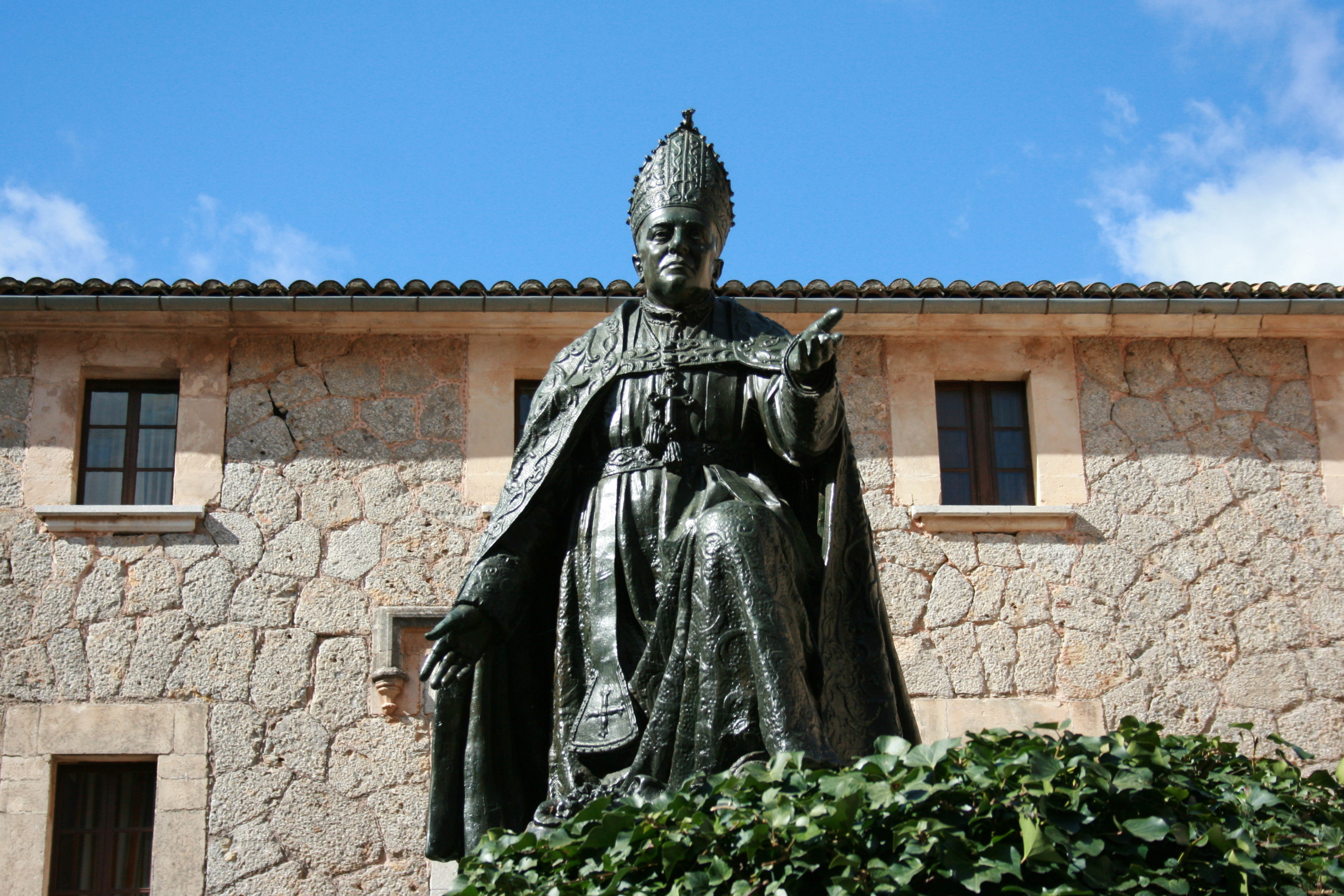
Estatua del obispo Campins.

La Virgen de Lluc fue una de las primeras imágenes marianas de España en recibir la Coronación Canónica en 1884, tras la Virgen de Montserrat de Cataluña (1881). Le siguieron advocaciones como la Virgen de la Candelaria de Tenerife, Patrona de Canarias (1889) o la Virgen de los Reyes de Sevilla (1904).
En 1908 el obispo mallorquín Pere Campins celebró el 25º aniversario de la coronación de la virgen en el monasterio de Lluc. Campins fue un gran devoto de esta virgen, por eso ante la iglesia del monasterio, hay una estatua del obispo arrodillado, mirando hacia la entrada del recinto religioso y con las manos en oración. La escultura data de 1920.
A la Virgen de Lluc se la conoce popularmente como "La Moreneta" , en España existen otras vírgenes negras conocidas con el nombre de "moreneta", como la Virgen de Montserrat (Cataluña) o la Virgen de Candelaria (Tenerife)o Nuestra Señora de Lluc en Alcira (Valencia).

## La Virgen de Lluc y la Virgen de Candelaria
Se cree que la Virgen de Lluc puede guardar alguna relación histórica con la Virgen de Candelaria en Tenerife. Según una posible explicación reciente, la imagen primitiva de la Virgen de Candelaria sería llevada a Tenerife por frailes mallorquines, los cuales probablemente se habrían establecido por un tiempo en la isla introduciendo elementos de la religión cristiana entre los guanches (antiguos aborígenes canarios), produciéndose un sincretismo religioso. 
Cabe reseñar que la Virgen de Candelaria es una Virgen negra al igual que la Virgen de Lluc. Además, el tipo de ropaje que llevaba la imagen original de La Candelaria era muy similar al de la Virgen de Lluc y se cree que el Niño Jesús de la imagen mallorquina llevaba originalmente entre sus manos un pájarito (y no el libro como actualmente porta) al igual que lo lleva el Infante de la imagen primitiva y actual de la Virgen de Candelaria. Por esta razón, algunos investigadores piensan que la imagen original de la Virgen de Candelaria pudo ser realizada tomando como modelo o bajo la influencia iconográfica a la Virgen de Lluc aunque cambiando los detalles de acuerdo a su símbología mariana.